# Никодим Коракис
Никодим (на гръцки: Νικόδημος, Никодимос) е гръцки духовник, касандрийски митрополит от 2001 година.

## Биография
Роден е в 1942 година на Сифнос, Гърция, със светско име Константинос Коракис (Κωνσταντίνος Κορακής). Завършва теология в Атинския университет. Учи богословие в Халкинската семинария, а по-късно в Бирмингам. Ръкоположен е за дякон през 1965 г. и за презвитер в 1969 г. Работи като секретар в Пирейската митрополия. Избран е за касандрийски архиепископ през 2001 година.